# 몰번힐스구

몰번힐스구의 위치

몰번힐스구(영어: Malvern Hills District)는 잉글랜드 우스터셔주에 위치한 비도시 자치구로 중심 도시는 몰번이며 인구는 75,911명(2014년 기준), 면적은 577.1km2이다.